# Brownsburg
La ville américaine de Brownsburg est située dans le comté de Hendricks, dans l’État de l’Indiana. Lors du recensement de 2010, sa population s’élevait à 21 285 habitants.

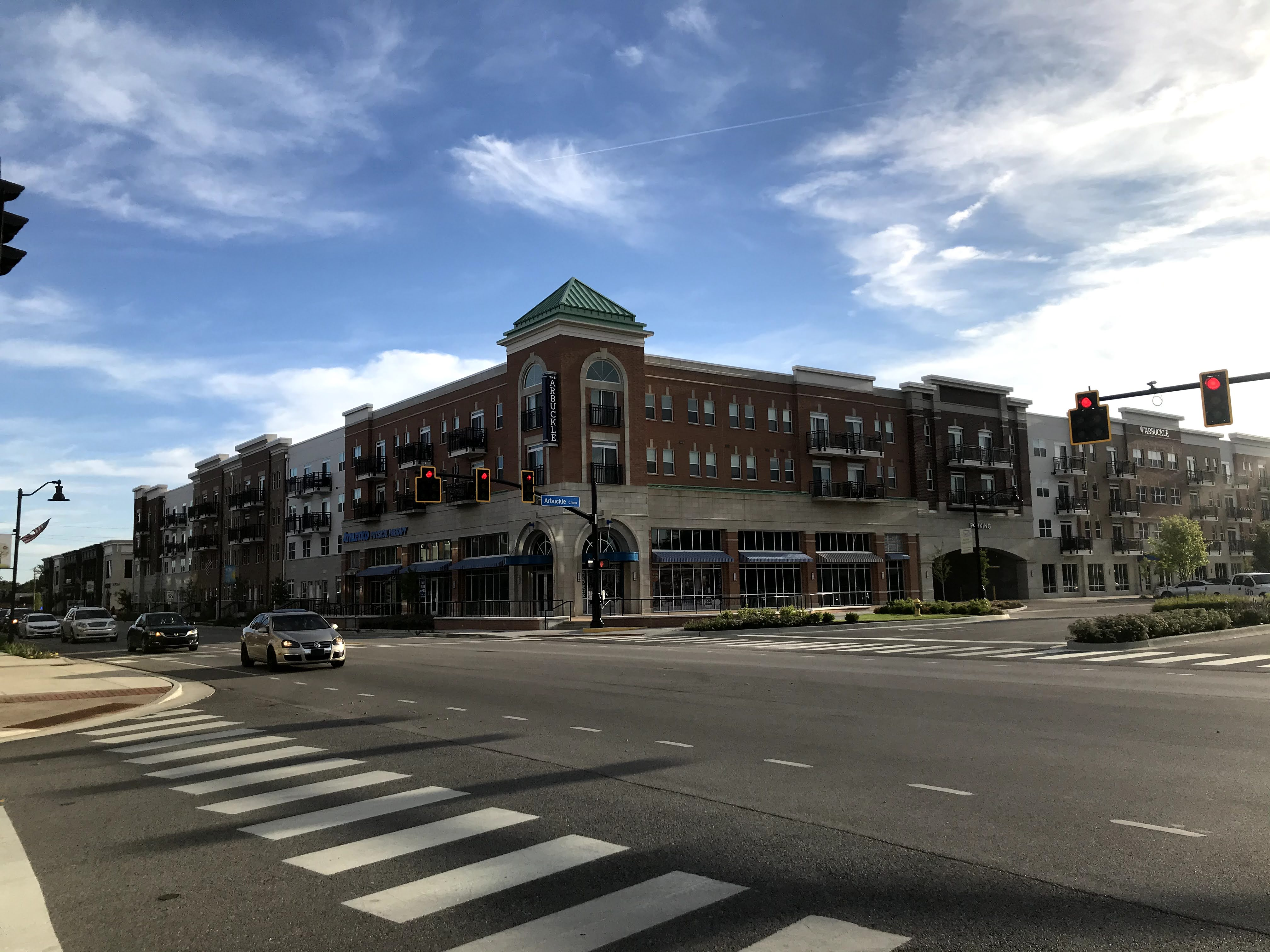
Rue North Green

## Source
- (en) Cet article est partiellement ou en totalité issu de l’article de Wikipédia en anglais intitulé « Brownsburg, Indiana » (voir la liste des auteurs).